# Mount Goldring
Mount Goldring ist ein rund 1280 m hoher Berg an der Loubet-Küste des Grahamlands auf der Antarktischen Halbinsel. Er ragt an der Nordflanke des Murphy-Gletschers am Ostufer des Lallemand-Fjords auf.
Luftaufnahmen der Falkland Islands and Dependencies Aerial Survey Expedition (1956–1957) dienten seiner Kartierung. Das UK Antarctic Place-Names Committee benannte ihn 1960 nach Denis Charles Goldring (* 1932), Geologe des Falkland Islands Dependencies Survey auf der nahegelegenen Detaille-Insel von 1957 bis 1959.